# Kurt-Asle Arvesen
Kurt-Asle Arvesen (født 9. februar 1975) er en norsk cykelrytter som var aktiv fra 1997-2011.

## Karriere
Efter at han som amatør blev norsk mester og vandt guld ved U-23 Verdensmesterskaberne i 1997, blev han i 1998 professionel på det lille italienske hold Asics. I 1999 skiftede han til det ligeledes italienske hold Riso Scotti, året efter var han på Amica Chips holdet. I løbet af sine tre år i Italien levede han ikke op til det potentiale,[kilde mangler] han havde vist i 1997, og i 2001 skiftede han til det lille danske cykelhold Team Fakta. Hos Team Fakta havde Arvesen sine, resultatmæssigt, foreløbigt bedste år. Højdepunktet i sin tid hos Team Fakta kom i 2003, da han vandt tiende etape af Giro d'Italia.
I 2004 lukkede Team Fakta og Arvesen skiftede på opfordring af løbsdirektør Kim Andersen til et af verdens førende hold,[kilde mangler] det danske Team CSC. 2004 blev et udmærket år for Arvesen. Han deltog for første gang i Tour de France, hvor han hjalp sin holdkaptajn Ivan Basso til en samlet tredjeplads. Det lykkedes også for ham at vinde Post Danmark Rundt samme år.
I 2005 deltog han igen i Tour de France. Han hjalp dette år Ivan Basso til en samlet andenplads, desuden opnåede han en andenplads på syttende etape.
I 2006 var Arvesen, til sin egen store skuffelse, ikke blandt Team CSCs udtagne til Touren. Han opnåede i efteråret et af sine største resultater nogensinde, da han blev nummer to i det tidligere World Cup løb Paris-Tours.
I 2008 vandt Arvesen 11. etape af Tour de France efter at have siddet i udbrud det meste af etapen. På målstregen henviste han med få millimeter schweitziske Martin Elmiger til 2. pladsen og den senere vinder af VM på landevej, italienske Alessandro Ballan på 3. pladsen.
Denne etapesejr har sendt Arvesen ind i den eksklusive klub[kilde mangler] af ryttere, som har vundet etaper i Giro d'Italia, Tour de France og Vuelta Espana.
I 2009 udgik Arvesen efter 10. etape af Tour de France med et brækket kraveben. Arvesen gennemførte etapen efter at have kørt 110 km med brækket kraveben.
Efter 2011 sæsonen har Kurt Asle Arvesen valgt at indstille karrieren. Han var efterfølgende træner for Team Sky frem til 2017, hvor han vendte tilbage til Norge for at blive sportslig leder for kontinentalholdet Uno-X Hydrogen Development Team.

## Meritter
1997
- U23-verdensmester på landevej
- Norgesmester på landevej

1998
- Norgesmester på landevej

2001
- Norgesmester i enkeltstart

2002
- Norgesmester på landevej
- 3. etape i Post Danmark Rundt

2003
- 10. etape i Giro d'Italia

2004
- Samlet Post Danmark Rundt
- 9. plads i linjeløbet under Sommer-OL 2004
- CSC Classic

2005
- 2. plads på 17. etape af Tour de France
- 2. plads i Post Danmark Rundt
- 2. plads på 5. etape af Tour of Britain

2006
- Norgesmester i enkeltstart
- Samlet Ster Elektrotoer
- 2. plads i Paris-Tours
- 13. plads VM i landevejscykling i Salzburg

2007
- Norgesmester i holdtidskørsel 2007 (Nesset CK)
- 8. etape af Giro d'Italia
- 3. etape og samlet i Post Danmark Rundt
- Grand Prix Herning
- 3. plads i Ster Elektrotoer

2008
- Norgesmester på landevej
- E3 Prijs Vlaanderen (Harelbeke)
- 11. etape af Tour de France
- 32. plads i linjeløbet under Sommer-OL

2009
- Norgesmester på landevej
- 12. plads ved VM i landevejscykling